# Tom Ewell
Tom Ewell, właśc. Samuel Yewell Tompkins (ur. 29 kwietnia 1909 w Owensboro, zm. 12 września 1994 w Los Angeles) – amerykański aktor filmowy i teatralny. 
Najbardziej kojarzony jako partner Marilyn Monroe w komedii Słomiany wdowiec (1955) w reżyserii Billy’ego Wildera. Był cenionym aktorem broadwayowskim, za rolę w Słomianym wdowcu Ewell dostał nagrodę Tony. Często występował w telewizji; pojawił się w kilku serialach.

## Wybrana filmografia
- 1949 – Żebro Adama jako Warren Attinger
- 1955 – Słomiany wdowiec jako Richard Sherman
- 1956 – Blondynka i ja jako Tom Miller
- 1962 – Czuła jest noc jako Abe North
- 1970 – A gdyby wszczęli wojnę i nikt się nie stawił? jako Joe Davis
- 1975-78 – Baretta jako Billy Truman
- 1983 – Łatwe pieniądze jako Scrappleton